# Поґожель (гміна Осецьк)
Поґожель (пол. Pogorzel) — село в Польщі, у гміні Осецьк Отвоцького повіту Мазовецького воєводства.
Населення — 402 особи (2011).

## Демографія
Демографічна структура станом на 31 березня 2011 року:
|          | Загалом | Допрацездатний вік | Працездатний вік | Постпрацездатний вік |
| -------- | ------- | ------------------ | ---------------- | -------------------- |
| Чоловіки | 204     | 53                 | 118              | 33                   |
| Жінки    | 198     | 44                 | 94               | 60                   |
| Разом    | 402     | 97                 | 212              | 93                   |